# Mazańcowice

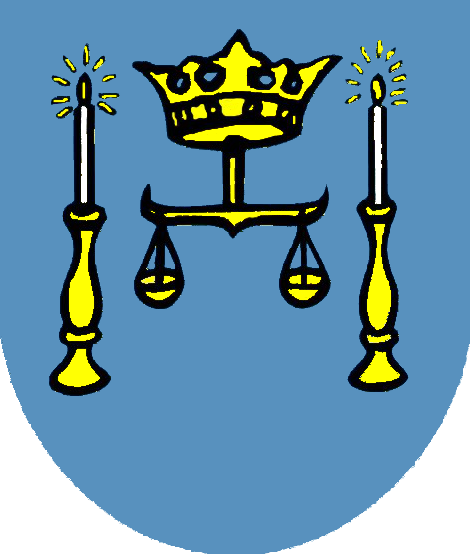
Nieoficjalny herb wsi Mazańcowice

Mazańcowice (cz. Mazančovice, niem. Matzdorf) – wieś w Polsce położona w województwie śląskim, w powiecie bielskim, w gminie Jasienica, na Śląsku Cieszyńskim. Powierzchnia sołectwa wynosi 818 ha, a liczba ludności około 4000, co daje gęstość zaludnienia równą 415,8 os./km².

## Nazwa
Nazwa miejscowości jest patronimiczna pochodząca od imnienia Mazaniec (Mazanek). Występowała również w postaci Mazankowice (np. 1679). Niemiecka nazwa Mazanczendorff (Mazanzendorf) pojawiła się w 1452, później przekształciła się w Matzdorf (1566), występowała obok polskiej nazwy.

## Geografia
Miejscowość położona jest na Pogórzu Śląskim, nad rzeką Wapienicą. Od strony północnej sąsiaduje z Ligotą i Czechowicami-Dziedzicami, od strony wschodniej i południowej z Bielskiem-Białą (z Komorowicami Śląskimi na wschodzie i Starym Bielskiem na południu), od południowego zachodu z Jasienicą, a od zachodu z Międzyrzeczem Dolnym.
| SIMC    | Nazwa    | Rodzaj    |
| ------- | -------- | --------- |
| 0054906 | Bałkan   | część wsi |
| 054912  | Buczyna  | część wsi |
| 0054929 | Dół      | część wsi |
| 0054935 | Kępa     | część wsi |
| 0054941 | Kopiec   | część wsi |
| 0054958 | Krzywa   | część wsi |
| 0054964 | Lipnik   | część wsi |
| 0054970 | Osiedle  | część wsi |
| 0054987 | Pustki   | część wsi |
| 0054993 | Stawy    | część wsi |
| 0055001 | Zawiście | część wsi |

## Historia

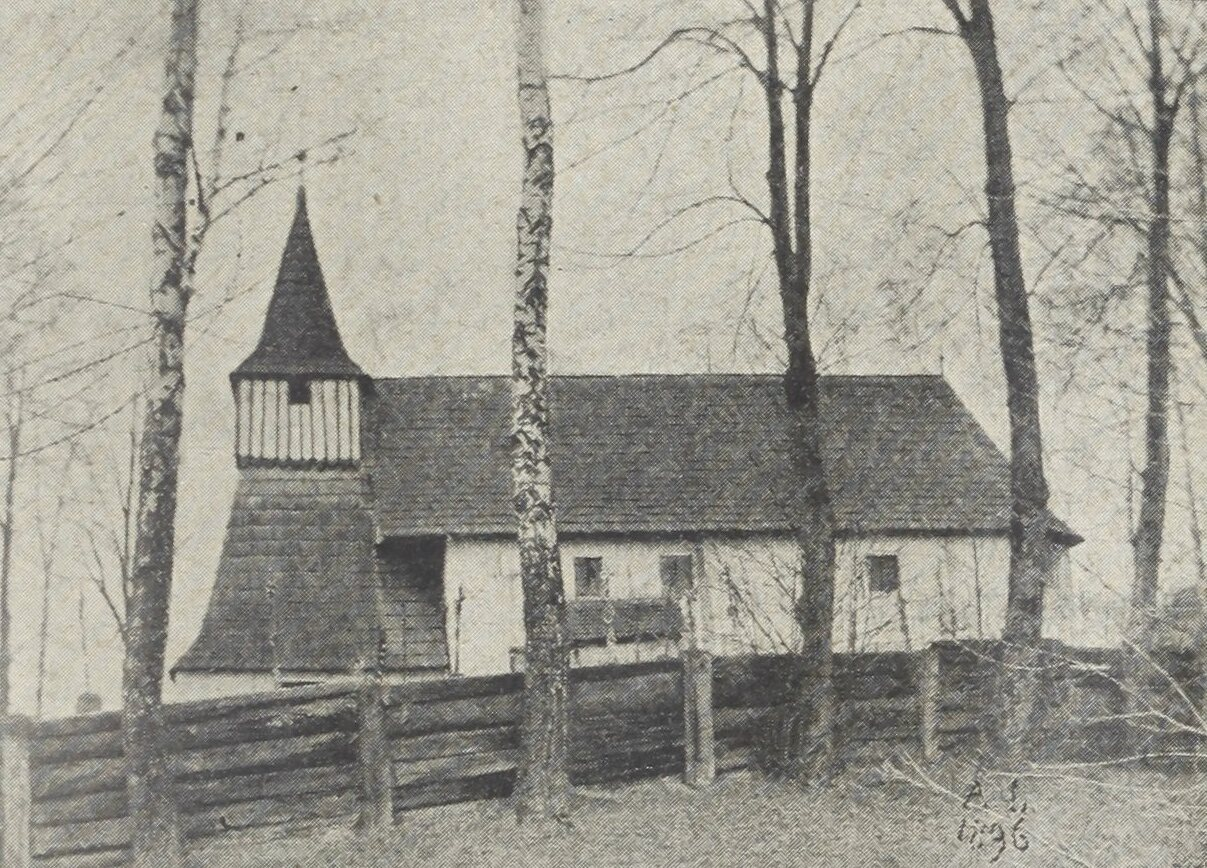
Stary drewniany kościół

Miejscowość po raz pierwszy wzmiankowana została w łacińskim dokumencie Liber fundationis episcopatus Vratislaviensis (pol. Księga uposażeń biskupstwa wrocławskiego), spisanej za czasów biskupa Henryka z Wierzbna ok. 1305 w szeregu wsi zobowiązanych do płacenia dziesięciny biskupstwu we Wrocławiu, w postaci item in Mansanczovicz. Zapis ten (brak określenia liczby łanów, z których będzie płacony podatek) wskazuje, że wieś była w początkowej fazie powstawania (na tzw. surowym korzeniu), co wiąże się z przeprowadzaną pod koniec XIII wieku na terytorium późniejszego Górnego Śląska wielką akcją osadniczą (tzw. łanowo-czynszową). Wieś politycznie znajdowała się wówczas w granicach utworzonego w 1290 piastowskiego (polskiego) Księstwa Cieszyńskiego, będącego od 1327 lennem Królestwa Czech, a od 1526 roku w wyniku objęcia tronu czeskiego przez Habsburgów wraz z regionem aż do 1918 roku w monarchii Habsburgów (potocznie Austrii).
Od 1785 roku działała tu katolicka szkoła ludowa, a od 1794 ewangelicka.
Według austriackiego spisu ludności z 1900 w 191 budynkach na obszarze 821 hektarów mieszkało 1621 osób, co dawało gęstość zaludnienia równą 197,4 os./km². 1092 (67,4%) mieszkańców było katolikami, 511 (31,5%) ewangelikami a 18 (1,1%) wyznawcami judaizmu, 1312 (94%) było polsko-, 93 (5,7%) niemiecko-, a 3 czeskojęzycznymi. Do 1910 roku liczba mieszkańców spadła do 1583 osób.
Po zakończeniu I wojny światowej tereny, na których leży miejscowość – Śląsk Cieszyński stał się punktem sporu pomiędzy Polską i Czechosłowacją. W 1918 roku na bazie Straży Obywatelskiej miejscowi Polacy utworzyli lokalny oddział Milicji Polskiej Śląska Cieszyńskiego, który podlegał organizacyjnie 11 kompanii w Bielsku.
W latach 1954–1972 wieś należała i była siedzibą władz gromady Mazańcowice. W latach 1975–1998 miejscowość położona była w województwie bielskim.

## Szkolnictwo
W Mazańcowicach jest szkoła podstawowa, było gimnazjum, do którego uczęszczała również młodzież z Międzyrzecza Dolnego i Górnego.

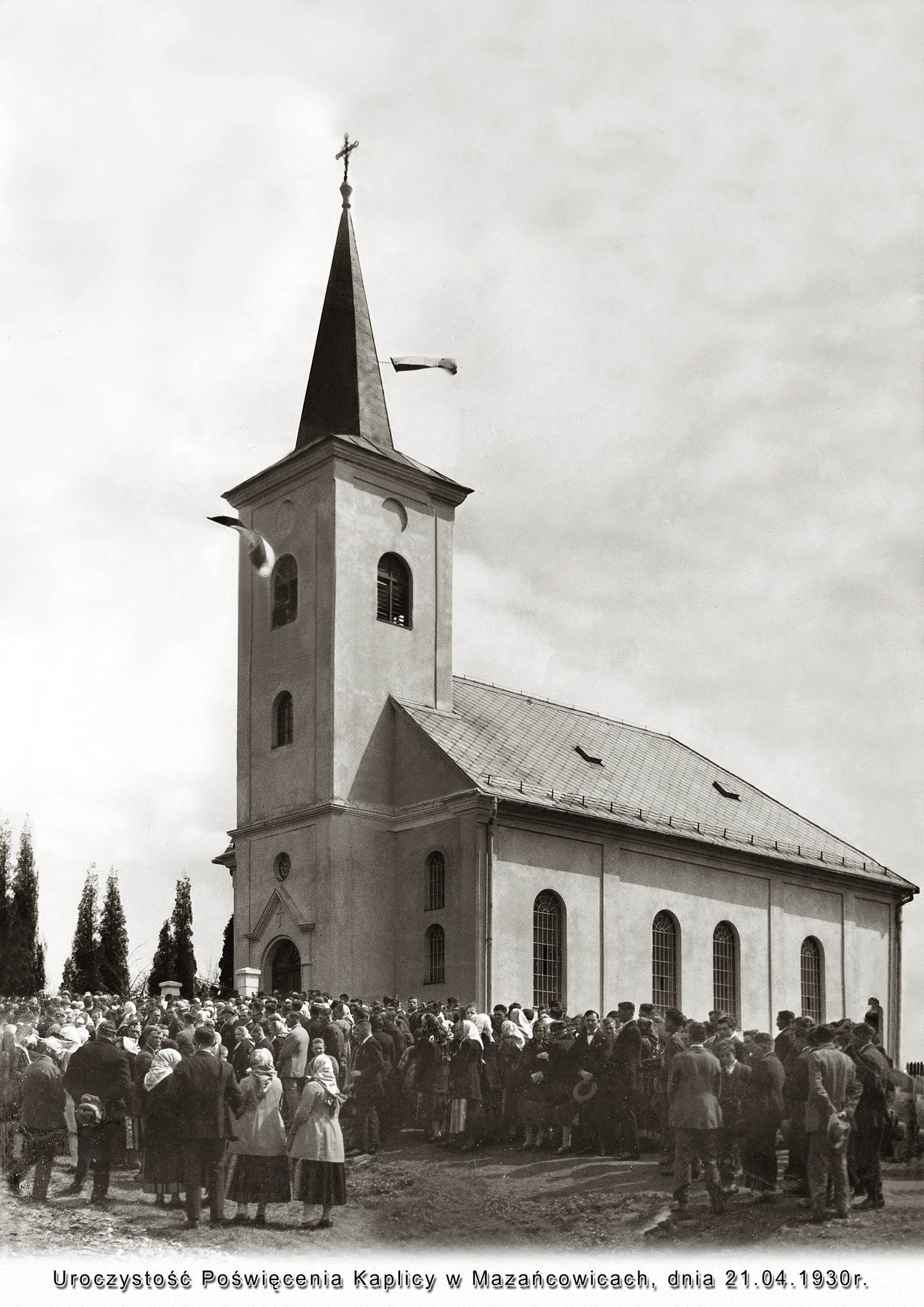
Wierni stojący pod kaplicą Luterańską podczas jej poświęcenia w Mazańcowicach dnia 21 kwietnia 1930 roku

## Religia
Na terenie wsi działalność duszpasterską prowadzą następujące kościoły:
- Kościół Ewangelicko-Augsburski – filia parafii w Międzyrzeczu
- Kościół Rzymskokatolicki – parafia św. Marii Magdaleny.

## Transport i komunikacja
Przez miejscowość przebiega droga ekspresowa S52 (Bielsko-Biała–Cieszyn).
Do wsi kursują autobusy linii nr 53 i 33 (do przystanków Mazańcowice Ośrodek Zdrowia i Mazańcowice Osiedle) firmy MZK Bielsko-Biała oraz 128 (do przystanku Mazańcowice Ośrodek Zdrowia) firmy Komunikacja Beskidzka. Przez Mazańcowice kursuje autobus linii nr X firmy PKM Czechowice-Dziedzice.

## Turystyka
Przez miejscowość przechodzi Międzynarodowy Szlak Rowerowy Greenways Kraków – Morawy – Wiedeń.

## Urodzeni w Mazańcowicach
- Jan Puchałka (1882-1934), prawnik, redaktor[16]
- Józef Dziech (ur. 1891), prof. Uniwersytetu Poznańskiego[16]
- Ignacy Stroński (1921-1979), chemik[16]